# Каулонія
Каулонія (італ. Caulonia, сиц. Caulunia) — муніципалітет в Італії, у регіоні Калабрія,  метрополійне місто Реджо-Калабрія‎.
Каулонія розташована на відстані близько 520 км на південний схід від Рима, 60 км на південь від Катандзаро, 75 км на північний схід від Реджо-Калабрії.
Населення — 7133 особи (2014).
Щорічний фестиваль відбувається II fine settimana жовтня та II fine settimana травня. Покровитель — Sant'Ilarione.

## Демографія
Населення за роками:

Станом на 1 січня 2023 року в муніципалітеті офіційно проживало 409 іноземців з 44 країн, серед них 108 громадян країн Євросоюзу та 36 громадян України.

## Сусідні муніципалітети
- Нардодіпаче
- Паццано
- Плаканіка
- Роччелла-Йоніка
- Стіньяно